# Joyn (plataforma de streaming)
Joyn GmbH (anteriormente 7TV Joint Venture GmbH) es una empresa de streaming alemana propiedad total de ProSiebenSat.1 Media, que se ocupa de productos de medios de streaming.

## Historia

### 7TV Joint Venture (2017-2019)
A principios de mayo de 2017, las dos empresas de medios ProSiebenSat.1 Media y Discovery fundaron una empresa conjunta con el objetivo de lanzar una nueva plataforma OTT y de streaming de televisión móvil en alemán. En este contexto, la empresa conjunta 7TV Joint Venture se hizo cargo de la gestión de la aplicación de streaming y del sitio web 7TV, que desde el verano de 2014 era proporcionada por ProSiebenSat.1 Digital GmbH. Mientras que hasta ahora solo se podían ver programas de televisión, películas y series de los canales de televisión del grupo ProSiebenSat.1, a partir del verano de 2017 7TV se complementó con contenidos de los canales de televisión DMAX, TLC Deutschland y Eurosport. También existía la opción de transmitir en vivo los canales de TV gratuitos de ambos grupos de TV en la aplicación y en el sitio web. A partir de abril de 2018 se podrán retransmitir en directo los programas de Sport1, Welt y N24 Doku y, a partir de diciembre de 2018, los de ZDF, ZDFneo y ZDFinfo.
A finales de junio de 2018, estamos encantados de incorporar la nueva plataforma de streaming a las mejores plataformas de streaming 7TV, Maxdome y Eurosport Player. Como resultado, Maxdome trasladó su sede de Unterföhring al centro de Múnich. 7TV tiene allí su sede desde su fundación en 2014. Algunos empleados de Eurosport Players también trabajan allí. Además, el 15 de enero de 2019, Maxdome GmbH se fusionó con 7TV Joint Venture GmbH, que opera el portal de vídeo bajo demanda desde entonces.

### Joyn (2019-presente)
A principios de mayo de 2019, las dos empresas de medios ProSiebenSat.1 Media y Discovery anunciaron que la nueva plataforma OTT y de streaming de TV móvil se llamaría Joyn. Como resultado, 7TV Joint Venture GmbH pasó a llamarse Joyn GmbH el 13 de mayo de 2019. La nueva marca denominativa se compone de las palabras «joy» (inglés para «alegría») y «join» (inglés para «conectar»). Ambas empresas de medios esperan llegar a 10 millones de clientes en dos años.
7TV finalmente fue reemplazada oficialmente por la nueva plataforma Joyn el 18 de junio de 2019. A finales de año también deberían integrarse en la plataforma Maxdome y Eurosport Player. A partir del 15 de mayo de 2019 se realizó una prueba beta con contenido limitado, para la cual podía registrarse como un usuario para probar en el sitio web.
En Screenforce Days el 26 de junio, la compañía anunció que había registrado más de un millón de usuarios en la primera semana del lanzamiento de su nueva plataforma. Aproximadamente tres meses después, el 11 de septiembre, Max Conze, director ejecutivo de ProSiebenSat.1 Media, anunció en Dmexco que hasta el momento se habían logrado un total de más de 3 millones de descargas de aplicaciones y más de 10 millones de visitantes.
La oferta de video bajo demanda por suscripción paga Joyn Plus+ se lanzó el 26 de noviembre de 2019. Al contrario de lo anunciado anteriormente, Maxdome siguió existiendo inicialmente hasta 2020. Sólo alrededor de 34.000 de los 50.000 contenidos de Maxdome se integraron gradualmente en Joyn Plus+. Además, no existe una migración automática de los clientes de Maxdome a Joyn Plus+. Está previsto que el contenido de Eurosport Player se integre en Joyn Plus+ a mediados de 2020. La serie de suspenso germano-chilena Dignidad, estrenada el 19 de diciembre de 2019, fue la primera serie de televisión paga de Joyn Plus+, después de que ya se hubieran publicado en Joyn series de comedia gratuitas como Die Läusemutter, Frau Jordan stellt gleich y Check Check.
Entre 2019 y 2022, Joyn GmbH operó el programa de televisión gratuito de interés especial Joyn Primetime. El programa sólo estaba disponible gratuitamente en Internet a través del servicio de televisión en vivo de Joyn.
En enero de 2020, la plataforma de streaming contaba con más de siete millones de usuarios mensuales. A finales de febrero de 2020 se estrenó por primera vez la serie de televisión What We Do in the Shadows en su versión original en inglés; a principios de febrero solo estaba disponible el doblaje en alemán de la serie.
A partir del 31 de octubre de 2022, ProSiebenSat.1 Media se convirtió en el único propietario de Joyn al adquirir las acciones de la empresa Discovery.